# Hopedale
Hopedale es una villa ubicada en el condado de Tazewell en el estado estadounidense de Illinois. En el Censo de 2010 tenía una población de 865 habitantes y una densidad poblacional de 656,15 personas por km².

## Geografía
Hopedale se encuentra ubicada en las coordenadas 40°25′21″N 89°25′15″O / 40.42250, -89.42083. Según la Oficina del Censo de los Estados Unidos, Hopedale tiene una superficie total de 1,32 km², de la cual 1,31 km² corresponden a tierra firme y (0,79%) 0,01 km² es agua.

## Demografía
Según el censo de 2010, había 865 personas residiendo en Hopedale. La densidad de población era de 656,15 hab./km². De los 865 habitantes, Hopedale estaba compuesto por el 98,61% blancos, el 0,12% eran afroamericanos, el 0% eran amerindios, el 0% eran asiáticos, el 0% eran isleños del Pacífico, el 0,12% eran de otras razas y el 1,16% pertenecían a dos o más razas. Del total de la población el 0,69% eran hispanos o latinos de cualquier raza.